# Кантони Федерације Босне и Херцеговине
Кантони су државе чланице Федерације Босне и Херцеговине. Укупно их има десет, а успостављени су Законом о федералним јединицама (кантонима) 12. јуна 1996. године. Кантони уживају висок степен аутономије, а имају искључиву надлежност у унутрашњим пословима, образовању, кориштењу природних ресурса, просторној и стамбеној политици, култури итд., док су здравство, социјална заштита и промет у подијељеној надлежности с Федерацијом БиХ.
Почетно су кантони били дефинирани као бошњачки и хрватски кантони, те као два мјешовита кантона. Међутим, одлуком високог представника кантони су изгубили те карактеристике, иако у реалној политици и даље превладава оваква подјела. За бошњачке кантоне сматрају се Босанско-подрињски кантон Горажде, Сарајевски кантон, Тузлански кантон, Унско-сански кантон и Зеничко-добојски кантон, док се за хрватске кантоне сматрају Кантон 10, Посавски кантон и Западнохерцеговачки кантон. Средњобосански кантон и Херцеговачко-неретвански кантон сматрају се мјешовитим кантонима, гдје између њих постоји реципроцитет у политичким односима Бошњака и Хрвата.

## Основне информације о ФБиХ
Федерација (кантона) БиХ је створена после бошњачко-хрватског Вашингтонског споразума из 1994. године. Данашње границе кантона су дефинисане Дејтонским споразумом из 1995. године. Кантони се састоје из општина.
Кантони имају своју владу вођену од стране премијера. Премијер има лични кабинет и помаже при раду регионалних министара и федералних агенција.

## Кантони Федерације Босне и Херцеговине
1. Унско-сански кантон
2. Посавски кантон
3. Тузлански кантон
4. Зеничко-добојски кантон
5. Босанско-подрињски кантон
6. Средњобосански кантон
7. Херцеговачко-неретвански кантон
8. Западнохерцеговачки кантон
9. Кантон Сарајево
10. Кантон 10 (Западнобосански кантон)